# Mohafazat Aakkâr
Mohafazat Aakkâr (arabiska: محافظة عكار) är ett guvernement i Libanon. Det ligger i den norra delen av landet, 90 kilometer nordost om huvudstaden Beirut. Antalet invånare är 198 174.
Följande samhällen finns i Mohafazat Aakkâr:
- Cheïkhlar

Trakten runt Mohafazat Aakkâr består till största delen av jordbruksmark. Runt Mohafazat Aakkâr är det ganska tätbefolkat, med 100 invånare per kvadratkilometer.